# Bassi (Venuskrater)
Bassi ist ein Einschlagkrater auf dem Planeten Venus.
Der Name wurde 1991 durch die Internationale Astronomische Union vergeben. Er bezieht sich auf die italienische Physikerin und Philosophin Laura Bassi (1711–1778), welche die erste neuzeitliche Universitätsprofessorin Europas war.